# Лебедянское шоссе
Лебедя́нское шоссе́ (42К-079) — одна из основных магистралей Липецкой области. Начинается в Правобережном округе Липецка от Трубного проезда. Ранее доходило до кольца Трубного завода и включало в себя нынешние Товарный и Трубный проезды.
Лебедянское шоссе пересекает Липецкий, Лебедянский и Данковский районы Липецкой области. Соединяет Липецк и Данков (от шоссе идет поворот на Лебедянь, отсюда название). Имеются также ответвления на Красное и Лев Толстой.
Общая протяжённость (от железнодорожной линии Грязи — Елец до Данкова) — 80 км. От Липецка до поворота на Лебедянь — 52 км.
В 1978 году через железную дорогу был построен путепровод. Сегодня под ним располагаются частные гаражи.
На Лебедянском шоссе, 1, расположен Липецкий хладокомбинат.